# Darmay Viktor
Darmay Viktor (családi nevén: Viczmándy Győző) (Darma, 1850. december 2. – Kozma, 1878. március 28.) költő, író, újságíró, lapszerkesztő.

## Élete
Viczmándy Viktor nemes földbirtokos és Reviczky Zsuzsánna fia volt. Gyermekéveit Kozmán, Zemplén megyében töltötte, hol atyja közbirtokos volt; középiskoláit Sátoraljaújhelyen, Kassán és egy évig Kozmán mint magántanuló végezte. Jogász Eperjesen és Budapesten volt; hanem mindegyre nagyobb hajlamot érzett az írói pályához, megismerkedett a fővárosban működő fiatal írókkal és irodalmi kedvteléseinek élt; nagy hatással volt rá Szemere Miklós, kinek mint gyermek és ifjú megmutatta költészeti zsengéit; ez dicsérte ügyes verseit és buzdította a tanulásra, írásra s verselésre. A Fővárosi Lapokba már 17 éves korában verseket írt, költeményeit más lapok is szívesen fogadták.

## Művei

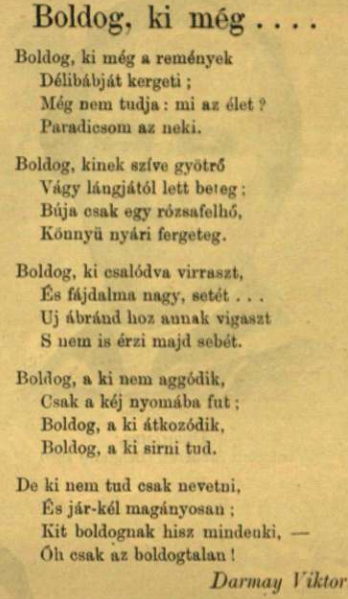
Boldog, ki még... című verse

- Felhők és csillagok. Költemények. Budapest, év n. (Ism. Figyelő 1872. 2. kiadás. Uo. 1877.)
- Ujabb költemények. Uo. 1877. (Ism. Ellenőr 95. sz. Egyetértés 95. 97. sz. Szemere Miklós. 2. kiadás. Uo. 1879.)

Kiadta és szerkesztette a Garabonczás Diák című humoros lapot, amelynek 1875. ápr. 4-től aug. 22-ig, összesen 20 száma jelent meg.
Levelét, melyet Szabó Endréhez irt, a Zempléni Lapok (1879. 14. sz.) közölték
Kéziratban maradt: Szemere Miklós és háza tája. (Töredék.)
Költeményei, beszélyei s egyéb cikkei megjelentek a Fővárosi Lapokban (1867–73.), Nefelejtsben (1867. 1870. 1873. 1875.), Hazánk és a Külföldben (1868. Cs. kir. huszáraink a forradalom kitörésekor), Vasárnapi Ujságban (1868–78.), Magyarország és a Nagyvilágban (1870–71.), Figyelőben (1876.) és a Délibábban (1878. 28. sz. Zichy Gézáról mint lyrikusról.)